# استنیکو
استنیکو (به ایتالیایی: Stenico) یک کومونه در ایتالیا است که در ترنتینو واقع شده‌است.

## خصوصیات
استنیکو ۴۹٫۸ کیلومترمربع مساحت و ۱٬۱۱۹ نفر جمعیت دارد.